# Welland, Ontario
Welland är en ort i Kanada.   Den ligger i provinsen Ontario, i den sydöstra delen av landet, 400 km sydväst om huvudstaden Ottawa. Welland ligger 180 meter över havet och antalet invånare är 50 331.
Terrängen runt Welland är platt. Runt Welland är det ganska tätbefolkat, med 160 invånare per kvadratkilometer.. Närmaste större samhälle är Niagara Falls, 19,7 km nordost om Welland. 
Omgivningarna runt Welland är en mosaik av jordbruksmark och naturlig växtlighet.